# Gran Hermano 24h
Gran Hermano 24h és un canal propietat de Gestevisión Telecinco, de temàtica de telerealitat connectant 24 hores amb el reality Gran Hermano. El canal Gran Hermano 24h, va néixer el dia 31 de desembre de 2010, en reemplaçament del canal CNN+ que uns dies abans PRISA havia tancat. El canal va començar a emetre simultàniament amb Telecinco, quan va començar la gala 10 de Gran Hermano.